# Getachew Atsbha
Getachew Atsbha, né le 26 juin 1996, est un coureur cycliste éthiopien.

## Biographie
À 18 ans, Getachew Atsbha se révèle durant la saison 2012 en prenant la quatrième place du Tour du Rwanda. Il se distingue de nouveau sur cette course l'année suivante en prenant cette fois-ci la septième place. En 2015, il décroche la médaille de bronze du championnat d'Afrique du contre-la-montre par équipes, avec ses coéquipiers Tsgabu Grmay, Temesgen Buru et Kibrom Hailay. En 2016, il devient champion d'Éthiopie du contre-la-montre et termine troisième du Tour de l'Éthiopie Zeles Zenawi. 
Pour la saison 2017, il rejoint Dimension Data-Qhubeka, réserve de la formation WorldTour Dimension Data. Il ne participe à aucune course et quitte l'équipe en fin de saison.

## Palmarès
- 2013
  - Championnat d'Afrique du Sud du contre-la-montre par équipes[n 2],[2]
- 2015
  -  Médaillé de bronze du championnat d'Afrique du contre-la-montre par équipes
- 2016
  -  Champion d'Éthiopie du contre-la-montre
  -  Champion d'Éthiopie du contre-la-montre espoirs
  - 2e du championnat d'Éthiopie sur route espoirs
  - 2e du championnat d'Éthiopie sur route

## Classements mondiaux
| Année           | 2012 | 2013 | 2014 | 2015 | 2016 |
| --------------- | ---- | ---- | ---- | ---- | ---- |
| UCI Africa Tour | 131e | 106e | 170e | 204e | 95e  |